# روس مردوخ
روس مردوخ (بالإنجليزية: Ross Murdoch) (مواليد 14 يناير 1994) هو سبّاح من المملكة المتحدة، مثّل بلاده في الألعاب الأولمبية الصيفية 2016.

## روابط خارجية
روس مردوخ على موقع الاتحاد الدولي للسباحة (الإنجليزية)
- روس مردوخ على موقع SwimRankings.net (الإنجليزية)
- روس مردوخ على موقع اللجنة الأولمبية الدولية (الإنجليزية)
- روس مردوخ على موقع أوليمبيديا (الإنجليزية)
- روس مردوخ على موقع اللجنة الأولمبية البريطانية (الإنجليزية)
- روس مردوخ على موقع اتحاد ألعاب الكومنولث (مؤرشف) (الإنجليزية)